# Karl Maria von Coudenhove

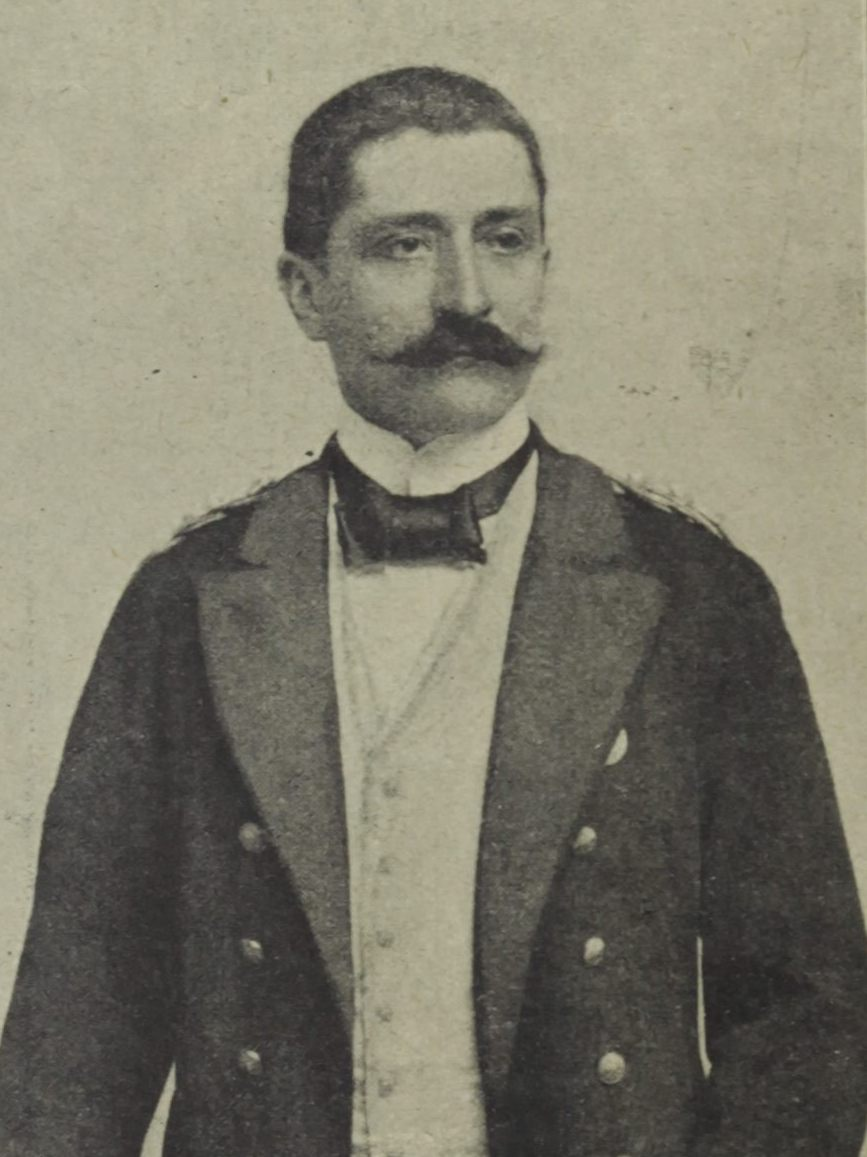
Karl Maria von Coudenhove, um 1901

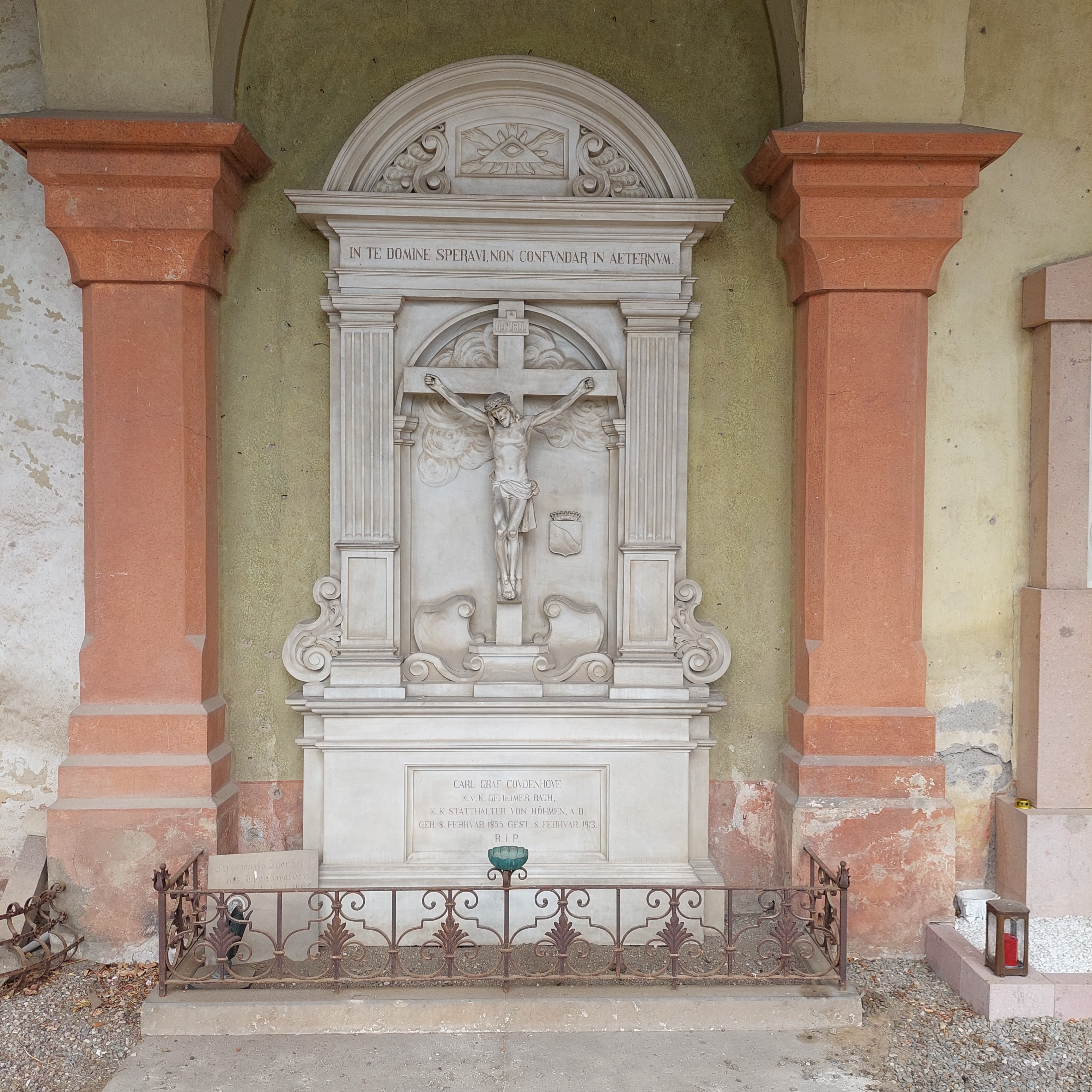
Grab auf dem Maiser Friedhof in Meran

Karl Maria (Graf) von Coudenhove (* 8. Februar 1855 in Wien; † 9. Februar 1913 in Meran) war ein österreichischer Verwaltungsjurist und hochrangiger Beamter. Er war von 1892 bis 1896 Landespräsident von Österreichisch-Schlesien und anschließend bis 1911 Statthalter von Böhmen. 

## Leben
Coudenhove entstammte dem uradeligen, aus dem Brabant stammenden Adelsgeschlecht der Coudenhove. Es wurde erstmals 1240 urkundlich erwähnt und stieg 1790 in den Reichsgrafenstand auf war seit 1815 in Böhmen ansässig. Seine Eltern waren Theophil Graf von Coudenhove (1803–1880) und Henriette Josephine von Auersperg (1820–1873). Der Feldmarschallleutnant Maximilian Coudenhove war sein Onkel.
Coudenhove trat 1876 in den österreichischen Staatsdienst. 1882 war er Vizesekretär im Ackerbauministerium, dann Bezirkshauptmann in Karlsbad und 1892, nach Auflösung der Gemeindevertretung, Verwalter von Reichenberg. Bis 1896 war er Landespräsident von Österreichisch-Schlesien und anschließend bis 1911 Statthalter von Böhmen. Er baute die Prager Hochschulen aus und versuchte die politischen und nationalen Gegensätze in Böhmen zu mildern. Sein jüngerer Bruder Maximilian von Coudenhove war später ebenfalls Landespräsident von Österreichisch-Schlesien und Statthalter von Böhmen. 
Coudenhove heiratete am 14. Oktober 1888 in Wien Marie Franziska Johanna Josepha Gräfin von und zu Trauttmansdorff-Weinsberg.

## Vorfahren
| Georg Louis Baron de Coudenhove * 1734, † 13. Juli 1786 in Aschaffenburg, Kurmainz; Burgmann, Geheimrat                                                                                        | Georg Louis Baron de Coudenhove * 1734, † 13. Juli 1786 in Aschaffenburg, Kurmainz; Burgmann, Geheimrat                                                                                        | Georg Louis Baron de Coudenhove * 1734, † 13. Juli 1786 in Aschaffenburg, Kurmainz; Burgmann, Geheimrat                                                                                        | Georg Louis Baron de Coudenhove * 1734, † 13. Juli 1786 in Aschaffenburg, Kurmainz; Burgmann, Geheimrat                                                                                        | Georg Louis Baron de Coudenhove * 1734, † 13. Juli 1786 in Aschaffenburg, Kurmainz; Burgmann, Geheimrat                                                                                        | Georg Louis Baron de Coudenhove * 1734, † 13. Juli 1786 in Aschaffenburg, Kurmainz; Burgmann, Geheimrat                                                                                        |  |  |  |  | ⚭ 1772 mit Sophia Gräfin von Hatzfeldt * 21. Januar 1747 auf Schloss Schönstein, Kurköln, † 21. Mai 1825 in Paris, Frankreich                                                   | ⚭ 1772 mit Sophia Gräfin von Hatzfeldt * 21. Januar 1747 auf Schloss Schönstein, Kurköln, † 21. Mai 1825 in Paris, Frankreich                                                   | ⚭ 1772 mit Sophia Gräfin von Hatzfeldt * 21. Januar 1747 auf Schloss Schönstein, Kurköln, † 21. Mai 1825 in Paris, Frankreich                                                   | ⚭ 1772 mit Sophia Gräfin von Hatzfeldt * 21. Januar 1747 auf Schloss Schönstein, Kurköln, † 21. Mai 1825 in Paris, Frankreich                                                   | ⚭ 1772 mit Sophia Gräfin von Hatzfeldt * 21. Januar 1747 auf Schloss Schönstein, Kurköln, † 21. Mai 1825 in Paris, Frankreich                                                   | ⚭ 1772 mit Sophia Gräfin von Hatzfeldt * 21. Januar 1747 auf Schloss Schönstein, Kurköln, † 21. Mai 1825 in Paris, Frankreich                                                   |
| Georg Louis Baron de Coudenhove * 1734, † 13. Juli 1786 in Aschaffenburg, Kurmainz; Burgmann, Geheimrat                                                                                        | Georg Louis Baron de Coudenhove * 1734, † 13. Juli 1786 in Aschaffenburg, Kurmainz; Burgmann, Geheimrat                                                                                        | Georg Louis Baron de Coudenhove * 1734, † 13. Juli 1786 in Aschaffenburg, Kurmainz; Burgmann, Geheimrat                                                                                        | Georg Louis Baron de Coudenhove * 1734, † 13. Juli 1786 in Aschaffenburg, Kurmainz; Burgmann, Geheimrat                                                                                        | Georg Louis Baron de Coudenhove * 1734, † 13. Juli 1786 in Aschaffenburg, Kurmainz; Burgmann, Geheimrat                                                                                        | Georg Louis Baron de Coudenhove * 1734, † 13. Juli 1786 in Aschaffenburg, Kurmainz; Burgmann, Geheimrat                                                                                        |  |  |  |  | ⚭ 1772 mit Sophia Gräfin von Hatzfeldt * 21. Januar 1747 auf Schloss Schönstein, Kurköln, † 21. Mai 1825 in Paris, Frankreich                                                   | ⚭ 1772 mit Sophia Gräfin von Hatzfeldt * 21. Januar 1747 auf Schloss Schönstein, Kurköln, † 21. Mai 1825 in Paris, Frankreich                                                   | ⚭ 1772 mit Sophia Gräfin von Hatzfeldt * 21. Januar 1747 auf Schloss Schönstein, Kurköln, † 21. Mai 1825 in Paris, Frankreich                                                   | ⚭ 1772 mit Sophia Gräfin von Hatzfeldt * 21. Januar 1747 auf Schloss Schönstein, Kurköln, † 21. Mai 1825 in Paris, Frankreich                                                   | ⚭ 1772 mit Sophia Gräfin von Hatzfeldt * 21. Januar 1747 auf Schloss Schönstein, Kurköln, † 21. Mai 1825 in Paris, Frankreich                                                   | ⚭ 1772 mit Sophia Gräfin von Hatzfeldt * 21. Januar 1747 auf Schloss Schönstein, Kurköln, † 21. Mai 1825 in Paris, Frankreich                                                   |
| | | | | | |  |  |  |  | | | | | | |
| Franz Carl Maria Ludwig Graf von Coudenhove * 8. Januar 1774 in Aachen, † 30. April 1838 in Wien, Österreich; Propst des Königlichen Kollegiatkapitels der Hl. Peter und Paul auf dem Vyšehrad | Franz Carl Maria Ludwig Graf von Coudenhove * 8. Januar 1774 in Aachen, † 30. April 1838 in Wien, Österreich; Propst des Königlichen Kollegiatkapitels der Hl. Peter und Paul auf dem Vyšehrad | Franz Carl Maria Ludwig Graf von Coudenhove * 8. Januar 1774 in Aachen, † 30. April 1838 in Wien, Österreich; Propst des Königlichen Kollegiatkapitels der Hl. Peter und Paul auf dem Vyšehrad | Franz Carl Maria Ludwig Graf von Coudenhove * 8. Januar 1774 in Aachen, † 30. April 1838 in Wien, Österreich; Propst des Königlichen Kollegiatkapitels der Hl. Peter und Paul auf dem Vyšehrad | Franz Carl Maria Ludwig Graf von Coudenhove * 8. Januar 1774 in Aachen, † 30. April 1838 in Wien, Österreich; Propst des Königlichen Kollegiatkapitels der Hl. Peter und Paul auf dem Vyšehrad | Franz Carl Maria Ludwig Graf von Coudenhove * 8. Januar 1774 in Aachen, † 30. April 1838 in Wien, Österreich; Propst des Königlichen Kollegiatkapitels der Hl. Peter und Paul auf dem Vyšehrad |  |  |  |  | ⚭ 27. Juli 1802 mit Karolina (Charlotte) Johanna Walburgis Wambolt von Umstadt † 5. Januar 1819 auf Gut Inditz, Böhmen                                                          | ⚭ 27. Juli 1802 mit Karolina (Charlotte) Johanna Walburgis Wambolt von Umstadt † 5. Januar 1819 auf Gut Inditz, Böhmen                                                          | ⚭ 27. Juli 1802 mit Karolina (Charlotte) Johanna Walburgis Wambolt von Umstadt † 5. Januar 1819 auf Gut Inditz, Böhmen                                                          | ⚭ 27. Juli 1802 mit Karolina (Charlotte) Johanna Walburgis Wambolt von Umstadt † 5. Januar 1819 auf Gut Inditz, Böhmen                                                          | ⚭ 27. Juli 1802 mit Karolina (Charlotte) Johanna Walburgis Wambolt von Umstadt † 5. Januar 1819 auf Gut Inditz, Böhmen                                                          | ⚭ 27. Juli 1802 mit Karolina (Charlotte) Johanna Walburgis Wambolt von Umstadt † 5. Januar 1819 auf Gut Inditz, Böhmen                                                          |
| Franz Carl Maria Ludwig Graf von Coudenhove * 8. Januar 1774 in Aachen, † 30. April 1838 in Wien, Österreich; Propst des Königlichen Kollegiatkapitels der Hl. Peter und Paul auf dem Vyšehrad | Franz Carl Maria Ludwig Graf von Coudenhove * 8. Januar 1774 in Aachen, † 30. April 1838 in Wien, Österreich; Propst des Königlichen Kollegiatkapitels der Hl. Peter und Paul auf dem Vyšehrad | Franz Carl Maria Ludwig Graf von Coudenhove * 8. Januar 1774 in Aachen, † 30. April 1838 in Wien, Österreich; Propst des Königlichen Kollegiatkapitels der Hl. Peter und Paul auf dem Vyšehrad | Franz Carl Maria Ludwig Graf von Coudenhove * 8. Januar 1774 in Aachen, † 30. April 1838 in Wien, Österreich; Propst des Königlichen Kollegiatkapitels der Hl. Peter und Paul auf dem Vyšehrad | Franz Carl Maria Ludwig Graf von Coudenhove * 8. Januar 1774 in Aachen, † 30. April 1838 in Wien, Österreich; Propst des Königlichen Kollegiatkapitels der Hl. Peter und Paul auf dem Vyšehrad | Franz Carl Maria Ludwig Graf von Coudenhove * 8. Januar 1774 in Aachen, † 30. April 1838 in Wien, Österreich; Propst des Königlichen Kollegiatkapitels der Hl. Peter und Paul auf dem Vyšehrad |  |  |  |  | ⚭ 27. Juli 1802 mit Karolina (Charlotte) Johanna Walburgis Wambolt von Umstadt † 5. Januar 1819 auf Gut Inditz, Böhmen                                                          | ⚭ 27. Juli 1802 mit Karolina (Charlotte) Johanna Walburgis Wambolt von Umstadt † 5. Januar 1819 auf Gut Inditz, Böhmen                                                          | ⚭ 27. Juli 1802 mit Karolina (Charlotte) Johanna Walburgis Wambolt von Umstadt † 5. Januar 1819 auf Gut Inditz, Böhmen                                                          | ⚭ 27. Juli 1802 mit Karolina (Charlotte) Johanna Walburgis Wambolt von Umstadt † 5. Januar 1819 auf Gut Inditz, Böhmen                                                          | ⚭ 27. Juli 1802 mit Karolina (Charlotte) Johanna Walburgis Wambolt von Umstadt † 5. Januar 1819 auf Gut Inditz, Böhmen                                                          | ⚭ 27. Juli 1802 mit Karolina (Charlotte) Johanna Walburgis Wambolt von Umstadt † 5. Januar 1819 auf Gut Inditz, Böhmen                                                          |
| | | | | | |  |  |  |  | | | | | | |
| Theodor Philipp Friedrich Franz Maria Theophil Graf von Coudenhove * 27. Juli 1803 in Aschaffenburg, † 23. April 1880 in Wien                                                                  | Theodor Philipp Friedrich Franz Maria Theophil Graf von Coudenhove * 27. Juli 1803 in Aschaffenburg, † 23. April 1880 in Wien                                                                  | Theodor Philipp Friedrich Franz Maria Theophil Graf von Coudenhove * 27. Juli 1803 in Aschaffenburg, † 23. April 1880 in Wien                                                                  | Theodor Philipp Friedrich Franz Maria Theophil Graf von Coudenhove * 27. Juli 1803 in Aschaffenburg, † 23. April 1880 in Wien                                                                  | Theodor Philipp Friedrich Franz Maria Theophil Graf von Coudenhove * 27. Juli 1803 in Aschaffenburg, † 23. April 1880 in Wien                                                                  | Theodor Philipp Friedrich Franz Maria Theophil Graf von Coudenhove * 27. Juli 1803 in Aschaffenburg, † 23. April 1880 in Wien                                                                  |  |  |  |  | ⚭ 18. Februar 1844 in Treviso, Königreich Lombardo-Venetien mit Henriette Josephine Gräfin von Auersperg * 27. November 1820 in Linz, Oberösterreich, † 4. Oktober 1873 in Wien | ⚭ 18. Februar 1844 in Treviso, Königreich Lombardo-Venetien mit Henriette Josephine Gräfin von Auersperg * 27. November 1820 in Linz, Oberösterreich, † 4. Oktober 1873 in Wien | ⚭ 18. Februar 1844 in Treviso, Königreich Lombardo-Venetien mit Henriette Josephine Gräfin von Auersperg * 27. November 1820 in Linz, Oberösterreich, † 4. Oktober 1873 in Wien | ⚭ 18. Februar 1844 in Treviso, Königreich Lombardo-Venetien mit Henriette Josephine Gräfin von Auersperg * 27. November 1820 in Linz, Oberösterreich, † 4. Oktober 1873 in Wien | ⚭ 18. Februar 1844 in Treviso, Königreich Lombardo-Venetien mit Henriette Josephine Gräfin von Auersperg * 27. November 1820 in Linz, Oberösterreich, † 4. Oktober 1873 in Wien | ⚭ 18. Februar 1844 in Treviso, Königreich Lombardo-Venetien mit Henriette Josephine Gräfin von Auersperg * 27. November 1820 in Linz, Oberösterreich, † 4. Oktober 1873 in Wien |
| Theodor Philipp Friedrich Franz Maria Theophil Graf von Coudenhove * 27. Juli 1803 in Aschaffenburg, † 23. April 1880 in Wien                                                                  | Theodor Philipp Friedrich Franz Maria Theophil Graf von Coudenhove * 27. Juli 1803 in Aschaffenburg, † 23. April 1880 in Wien                                                                  | Theodor Philipp Friedrich Franz Maria Theophil Graf von Coudenhove * 27. Juli 1803 in Aschaffenburg, † 23. April 1880 in Wien                                                                  | Theodor Philipp Friedrich Franz Maria Theophil Graf von Coudenhove * 27. Juli 1803 in Aschaffenburg, † 23. April 1880 in Wien                                                                  | Theodor Philipp Friedrich Franz Maria Theophil Graf von Coudenhove * 27. Juli 1803 in Aschaffenburg, † 23. April 1880 in Wien                                                                  | Theodor Philipp Friedrich Franz Maria Theophil Graf von Coudenhove * 27. Juli 1803 in Aschaffenburg, † 23. April 1880 in Wien                                                                  |  |  |  |  | ⚭ 18. Februar 1844 in Treviso, Königreich Lombardo-Venetien mit Henriette Josephine Gräfin von Auersperg * 27. November 1820 in Linz, Oberösterreich, † 4. Oktober 1873 in Wien | ⚭ 18. Februar 1844 in Treviso, Königreich Lombardo-Venetien mit Henriette Josephine Gräfin von Auersperg * 27. November 1820 in Linz, Oberösterreich, † 4. Oktober 1873 in Wien | ⚭ 18. Februar 1844 in Treviso, Königreich Lombardo-Venetien mit Henriette Josephine Gräfin von Auersperg * 27. November 1820 in Linz, Oberösterreich, † 4. Oktober 1873 in Wien | ⚭ 18. Februar 1844 in Treviso, Königreich Lombardo-Venetien mit Henriette Josephine Gräfin von Auersperg * 27. November 1820 in Linz, Oberösterreich, † 4. Oktober 1873 in Wien | ⚭ 18. Februar 1844 in Treviso, Königreich Lombardo-Venetien mit Henriette Josephine Gräfin von Auersperg * 27. November 1820 in Linz, Oberösterreich, † 4. Oktober 1873 in Wien | ⚭ 18. Februar 1844 in Treviso, Königreich Lombardo-Venetien mit Henriette Josephine Gräfin von Auersperg * 27. November 1820 in Linz, Oberösterreich, † 4. Oktober 1873 in Wien |
| | | | | | |  |  |  |  | | | | | | |
| Karl Maria Graf von Coudenhove * 8. Februar 1855 in Wien, † 8. Februar 1913 in Meran, Tirol | Karl Maria Graf von Coudenhove * 8. Februar 1855 in Wien, † 8. Februar 1913 in Meran, Tirol | Karl Maria Graf von Coudenhove * 8. Februar 1855 in Wien, † 8. Februar 1913 in Meran, Tirol | Karl Maria Graf von Coudenhove * 8. Februar 1855 in Wien, † 8. Februar 1913 in Meran, Tirol | Karl Maria Graf von Coudenhove * 8. Februar 1855 in Wien, † 8. Februar 1913 in Meran, Tirol | Karl Maria Graf von Coudenhove * 8. Februar 1855 in Wien, † 8. Februar 1913 in Meran, Tirol |  |  |  |  | ⚭ 14. Oktober 1888 in Wien mit Marie Franziska Johanna Josepha zu Trauttmansdorff-Weinsberg * 28. Jänner 1866 in Wien, † 27. Januar 1940 auf Schloss Bertholdstein, Pertlstein  | ⚭ 14. Oktober 1888 in Wien mit Marie Franziska Johanna Josepha zu Trauttmansdorff-Weinsberg * 28. Jänner 1866 in Wien, † 27. Januar 1940 auf Schloss Bertholdstein, Pertlstein  | ⚭ 14. Oktober 1888 in Wien mit Marie Franziska Johanna Josepha zu Trauttmansdorff-Weinsberg * 28. Jänner 1866 in Wien, † 27. Januar 1940 auf Schloss Bertholdstein, Pertlstein  | ⚭ 14. Oktober 1888 in Wien mit Marie Franziska Johanna Josepha zu Trauttmansdorff-Weinsberg * 28. Jänner 1866 in Wien, † 27. Januar 1940 auf Schloss Bertholdstein, Pertlstein  | ⚭ 14. Oktober 1888 in Wien mit Marie Franziska Johanna Josepha zu Trauttmansdorff-Weinsberg * 28. Jänner 1866 in Wien, † 27. Januar 1940 auf Schloss Bertholdstein, Pertlstein  | ⚭ 14. Oktober 1888 in Wien mit Marie Franziska Johanna Josepha zu Trauttmansdorff-Weinsberg * 28. Jänner 1866 in Wien, † 27. Januar 1940 auf Schloss Bertholdstein, Pertlstein  |
| Karl Maria Graf von Coudenhove * 8. Februar 1855 in Wien, † 8. Februar 1913 in Meran, Tirol | Karl Maria Graf von Coudenhove * 8. Februar 1855 in Wien, † 8. Februar 1913 in Meran, Tirol | Karl Maria Graf von Coudenhove * 8. Februar 1855 in Wien, † 8. Februar 1913 in Meran, Tirol | Karl Maria Graf von Coudenhove * 8. Februar 1855 in Wien, † 8. Februar 1913 in Meran, Tirol | Karl Maria Graf von Coudenhove * 8. Februar 1855 in Wien, † 8. Februar 1913 in Meran, Tirol | Karl Maria Graf von Coudenhove * 8. Februar 1855 in Wien, † 8. Februar 1913 in Meran, Tirol |  |  |  |  | ⚭ 14. Oktober 1888 in Wien mit Marie Franziska Johanna Josepha zu Trauttmansdorff-Weinsberg * 28. Jänner 1866 in Wien, † 27. Januar 1940 auf Schloss Bertholdstein, Pertlstein  | ⚭ 14. Oktober 1888 in Wien mit Marie Franziska Johanna Josepha zu Trauttmansdorff-Weinsberg * 28. Jänner 1866 in Wien, † 27. Januar 1940 auf Schloss Bertholdstein, Pertlstein  | ⚭ 14. Oktober 1888 in Wien mit Marie Franziska Johanna Josepha zu Trauttmansdorff-Weinsberg * 28. Jänner 1866 in Wien, † 27. Januar 1940 auf Schloss Bertholdstein, Pertlstein  | ⚭ 14. Oktober 1888 in Wien mit Marie Franziska Johanna Josepha zu Trauttmansdorff-Weinsberg * 28. Jänner 1866 in Wien, † 27. Januar 1940 auf Schloss Bertholdstein, Pertlstein  | ⚭ 14. Oktober 1888 in Wien mit Marie Franziska Johanna Josepha zu Trauttmansdorff-Weinsberg * 28. Jänner 1866 in Wien, † 27. Januar 1940 auf Schloss Bertholdstein, Pertlstein  | ⚭ 14. Oktober 1888 in Wien mit Marie Franziska Johanna Josepha zu Trauttmansdorff-Weinsberg * 28. Jänner 1866 in Wien, † 27. Januar 1940 auf Schloss Bertholdstein, Pertlstein  |
| | | | | | |  |  |  |  | | | | | | |

Quelle